# Franz Stammer

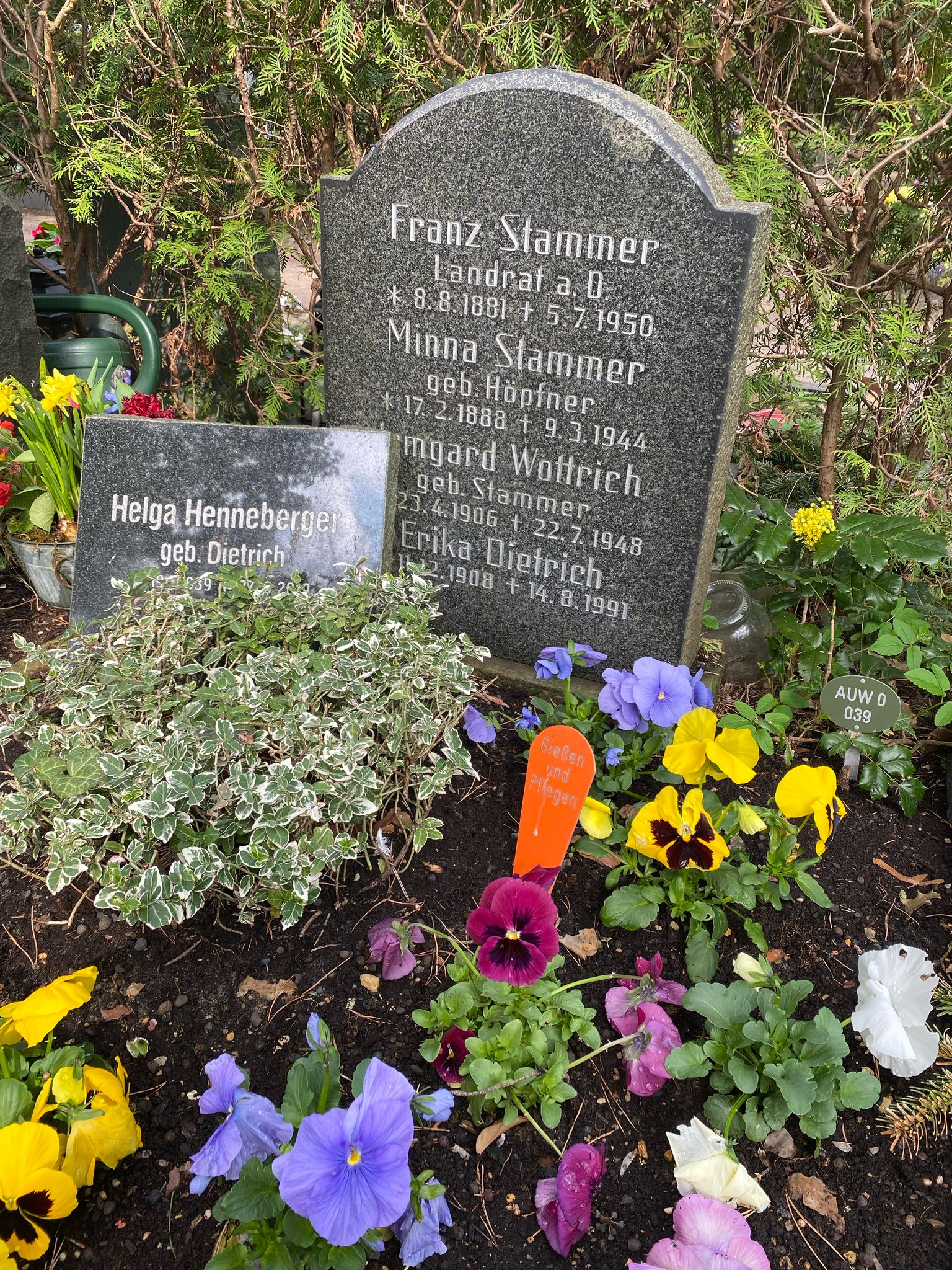
Grabstätte auf dem Waldfriedhof Kleinmachnow

Franz Stammer (* 8. August 1881 in Scholitz; † 5. Juli 1950) war ein deutscher Politiker. Er war Landrat.

## Leben
Stammer war von Beruf Frisör und wurde 1920 Nachfolger des Landrats Kraft Freiherr von Bodenhausen in Bitterfeld. Im preußischen Kreis Bitterfeld des Regierungsbezirkes Merseburg der Provinz Sachsen wirkte er bis zu seiner Entlassung 1933. Nach dem Ende des Zweiten Weltkrieges wurde er 1945 Nachfolger des Landrats Peter Florin im Landkreis Wittenberg. Aus gesundheitlichen Gründen legte er 1948 sein Amt nieder.
Franz Stammer verstarb 68-jährig und wurde auf dem Waldfriedhof in Kleinmachnow beigesetzt.